# Asfalt

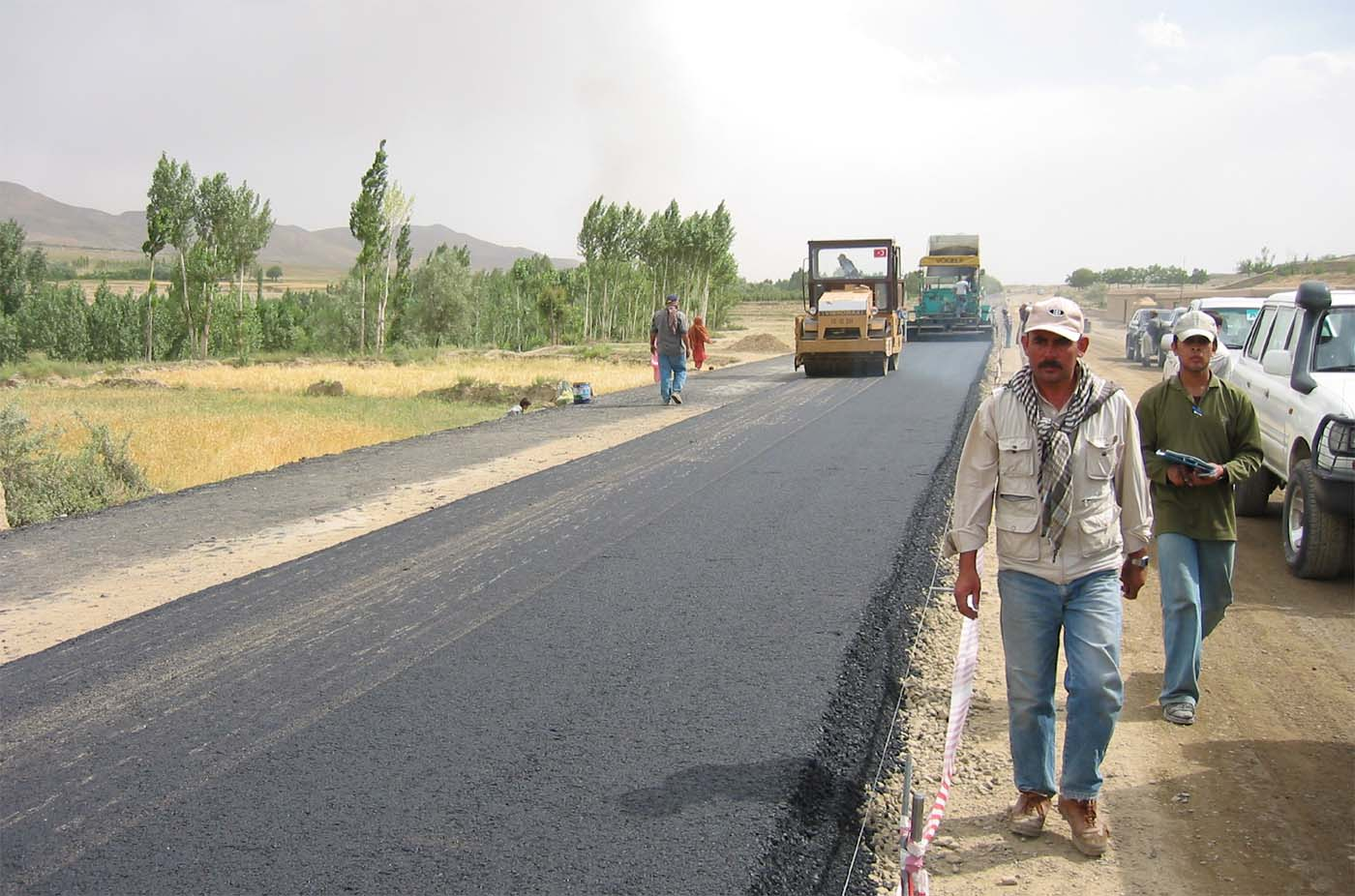
Budowa drogi asfaltowej w Afganistanie (2003) – w głębi: walec drogowy i rozściełacz do asfaltu

Asfalt – materiał (lepka ciecz lub skała) pochodzenia naturalnego (asfalt naturalny) lub otrzymywany jako jedna z frakcji przerobu ropy naftowej (asfalt ponaftowy), o konsystencji stałej lub półstałej o barwie od ciemnobrązowej do czarnej. Jest on układem koloidalnym o dużej trwałości, składającym się z dwóch faz: rozproszonej (asfalteny) i rozpraszającej (oleje). Jest stosowany do budowy nawierzchni dróg, do produkcji papy oraz jako materiał izolacyjny (lepik asfaltowy). Jest to mieszanina wielkocząsteczkowych węglowodorów łańcuchowych, cyklicznych oraz związków heterocyklicznych. O jakości asfaltu decyduje jego temperatura mięknienia, ciągliwość, stopień penetracji, łamliwość. Należy do tak zwanych bitumów.

## Nazewnictwo
Potocznie asfaltem nazywa się asfaltobeton, czyli mieszankę mineralno-asfaltową używaną do budowy nawierzchni dróg, w której asfalt używany jest jako lepiszcze wiążące kruszywa. Masa ta w polszczyźnie okresu międzywojennego nosiła nazwę smołowiec. Asfaltu nie należy mylić ze smołą (która jest produktem odgazowania węgla lub drewna, a nie frakcją ropy naftowej).
Definicja określająca asfalt jako lepiszcze naturalne lub otrzymywane z ropy naftowej funkcjonuje w Polsce i Stanach Zjednoczonych. W krajach Europy Zachodniej i w Rosji termin ten oznacza mieszaninę lepiszcza z kruszywem, a samo lepiszcze nazywane jest bitumem.